# Marco Amelia
Marco Amelia (ur. 2 kwietnia 1982 we Frascati) – włoski piłkarz występujący na pozycji bramkarza. Były reprezentant Włoch.

## Kariera klubowa
Amelia urodził się w miasteczku Frascati leżącym na przedmieściach Rzymu. Swoją piłkarską karierę zaczynał właśnie w stolicy Włoch, w szkółce piłkarskiej AS Roma. W Romie nie dane mu było zadebiutować w pierwszej drużynie i był jedynie rezerwowym dla Cristiana Lupatelliego i Francesca Antonioliego. W końcu latem 2001 Amelia odszedł do grającego w Serie C1, AS Livorno Calcio. W sezonie 2001/2002 rozegrał jednak tylko 1 mecz w lidze. Po awansie Livorno do Serie B Amelia w kolejnym sezonie stał się pierwszym bramkarzem zespołu i jednocześnie jednym z najlepszych w lidze. Po rozegraniu 35 meczów i zajęciu ze swoją drużyną 10. miejsca na sezon 2003/2004 został wypożyczony do pierwszoligowego US Lecce. Rywalizował o miejsce w składzie z Vincenzem Sicignanem, ale to Amelia stał się pierwszym bramkarzem Lecce. W Serie A Amelia zadebiutował 31 sierpnia 2003 w przegranym 1:4 wyjazdowym meczu z S.S. Lazio. Warto odnotować, że w meczu Pucharu UEFA z Partizanem Belgrad Marco stał się pierwszym włoskim bramkarzem, który zdobył gola w europejskich pucharach. W Lecce grał do stycznia 2004 i wówczas przeszedł do Parmy. Jednak w zespole tym ani razu nie pojawił się na boisku.
Latem 2004 Amelia wrócił do Livorno, które grało już wówczas w Serie A. W sezonie 2004/2005 grał w 31 meczach i swoją wysoką formą przyczynił się do zajęcia przez ten zespół wysokiego 9. miejsca w lidze. W sezonie 2005/2006 Livorno pod wodzą Roberta Donadoniego i potem Carla Mazzonego zajął najwyższe miejsce w historii swoich występów w Serie A – 6. Duża w tym zasługa Amelii, który stał się jednym z najlepszych bramkarzy w lidze (rozegrał 36 meczów). Już od początku sezonu 2006/2007 Amelią, który przedłużył kontrakt z Livorno o 5 lat, interesowały się kluby z Premiership: Chelsea, Arsenal oraz Liverpool; Włoch pozostał jednak w ojczyźnie. 2 listopada w grupowym meczu Pucharu UEFA z Partizanem Livorno do 90. minuty przegrywało 0:1, ale tuż przed końcem spotkania Amelia zdobył gola wyrównując na 1:1 i stając się pierwszym włoskim bramkarzem, który zdobył gola w europejskich pucharach. W zimowym oknie transferowym 2007 za 8 milionów euro miał przejść do Spartaka Moskwa, by zastąpić w bramce Wojciecha Kowalewskiego, jednak ostatecznie do transferu nie doszło i Amelia został w Livorno.
Po spadku Livorno do Serie B, 5 czerwca 2008 roku Amelia podpisał kontrakt z US Palermo. Stał się jego podstawowym bramkarzem, a w sierpniu 2009 roku odszedł do Genoi.
W czerwcu 2010 roku Amelia został wypożyczony do Milanu z opcją pierwokupu po zakończeniu sezonu. 19 października 2010 zadebiutował w drużynie Rossonerich, w przegranym 0:2 meczu fazy grupowej Ligi Mistrzów z Realem Madryt. W Serie A, jako piłkarz Milanu pierwszy mecz rozegrał 9 stycznia 2011, w zremisowanym 4:4 spotkaniu z Udinese Calcio. Swoje pierwsze czyste konto w barwach Rossonerich osiągnął 22 maja w meczu z Udinese Calcio. Po rocznym wypożyczeniu został wykupiony na stałe do A.C. Milan. Kwota transferu wyniosła 3,5 mln €. W odwrotnym kierunku na zasadzie definitywnego transferu powędrował Sokratis Papastatopulos. W pierwszym sezonie gry na San Siro Amelia zdobył ze swoim zespołem Mistrzostwo Włoch, a kolejny rozpoczął od wygrania Superpucharu Włoch. W październiku 2014 roku Marco Amelia został zawodnikiem klubu, którego jednocześnie jest prezydentem i kierownikiem. Włoski bramkarz będzie reprezentował barwy A.S.D. Rocca Priora Calcio (szósta liga).

## Kariera reprezentacyjna
W 2002 roku Amelia stał się pierwszym bramkarzem młodzieżowej reprezentacji Włoch U-21. W 2004 roku zdobył z nią Młodzieżowe Mistrzostwo Europy na boiskach Niemiec. W tym samym roku był pierwszym bramkarzem Włoch na Letnich Igrzyskach Olimpijskich w Atenach. Z Włochami doszedł do półfinału, tam jednak Włosi przegrali 0:3 z Argentyną. W meczu o 3. miejsce „Squadra Azzurra” pokonała 1:0 Irak.
W pierwszej reprezentacji Włoch Amelia zadebiutował 16 listopada 2005 roku w zremisowanym 1:1 meczu z reprezentacją Wybrzeża Kości Słoniowej, gdy w 71. minucie zmienił Christiana Abbiatiego. W 2006 został trzecim bramkarzem kadry Włoch na finały Mistrzostwa Świata w Niemczech. Nie zagrał tam ani minuty, ale z imprezy tej przywiózł złoty medal za mistrzostwo świata. Po mistrzostwach pozostał bramkarzem kadry i Roberto Donadoni dał mu szansę w swoim debiucie selekcjonerskim, 16 sierpnia w przegranym 0:2 meczu z Chorwacją.
W reprezentacji swojego kraju Amelia rozegrał 9 spotkań.